# Maurice Maître
Pour les articles homonymes, voir Maître.
Maurice, André, Simon, Maître (12 septembre 1927 à Nice - 1er août 1944 à Caluire-et-Cuire) est un résistant français, appartenant au groupe Charly, torturé et assassiné par le Parti populaire français,.

## Biographie
Maurice Maitre est le fil de de Claude Joseph Ferdinand et de Concepte Marie Thérèse Moreno.
L'on sait peu de chose sur ce jeune adolescent résistant si ce n'est qu'il est mort de ses blessures après avoir été torturé par les membres du Parti populaire français. 

## Reconnaissance
- Son nom figure sur une plaque commémorative à l’école Jean-Jaurès de Caluire-et-Cuire avec ceux de deux autres élèves abattus sommairement[3].
- Son nom figure sur le monument aux morts de Caluire-et-Cuire[3].

## Distinctions
Il est reconnu Mort pour la France, Déporté résistant et Mort en déportation,,.
- Médaille de la Résistance française à titre posthume le 3 septembre 1959[3],[6].